# Coatí sud-americà
El coatí sud-americà (Nasua nasua) és una petita espècie de mamífer de l'ordre dels carnívors i la família dels prociònids. És un animal originari del Nou Món que viu essencialment als boscos de Sud-amèrica i la part meridional de Centreamèrica. És el símbol del Parc Nacional de l'Iguaçu, al Brasil.

## Espècie invasora
El coatí és una espècie colonitzadora en ecosistemes favorables i ja ha provat els seus efectes perjudicials on s'adapta, especialment en hàbitats insulars.
Fou introduït el 1935 deliberadament a l'arxipèlag Juan Fernández (Xile) per acabar amb una plaga de rata, però es varen dedicar a menjar-se les cries i ous d'ocell, el 1972 s'estimava una població de 4000 coatís. La seva presència ha afectat greument les poblacions de Puffinus creatopus, Puffinus carneipes, el petrell de les Juan Fernández i el colibrí endèmic Sephanoides fernandensis.
El 1983 fou introduït a l'illa d'Anchieta (Brasil) on també s'hi ha naturalitzat i provocat alteracions en les aus.
A Europa la seva primera naturalització documentada es va produir a Mallorca on es detecta el 2004. S'han assenyalat 50 albiraments fiables i se n'han capturat 19, el 2009 es va poder constatar la seva reproducció amb la captura d'un animal de poques setmanes. S'estima que hi podria haver a l'illa uns 20 exemplars en llibertat (dades de 2009). La Conselleria de Medi Ambient del Govern de les Illes Balears dedica importants esforços al control i captura dels coatís en llibertat, demandant la col·laboració ciutadana.
El Coatí ha estat inclòs en el Catàleg espanyol d'espècies exòtiques invasores, aprovat pel Reial decret 1628/2011, de 14 de novembre, estant prohibida la seva possessió, transport, tràfic i comerç així com la introducció en el medi natural.